# Utnibba
Der Utnibba (norwegisch für Äußerer Vorsprung) ist ein  1256 m hoher Nunatak im ostantarktischen Königin-Maud-Land. Im Gebirge Sør Rondane ragt er an der Ostseite der Utsteinflya zwischen dem Vesthaugen und dem Dotten auf.
Wissenschaftler des Norwegischen Polarinstituts benannten ihn 1988.